# Hubert Tschammler
Hubert Tschammler (auch Tschamler) ist ein ehemaliger österreichischer Eishockeyspieler.

## Karriere
Tschammler begann mit dem Eishockeyspiel beim Wiener Eislauf-Verein, bei dem er bis 1936 zunächst in der zweiten Mannschaft und ab etwa 1934 regelmäßig in der ersten Mannschaft aktiv war. Ab 1936 spielte er für den EK Engelmann Wien, mit dem 1937 Vizemeister, 1938 den österreichischen und 1939 den deutschen Meistertitel gewann. Nach dem 1939 erfolgten Zusammenschluss von EKE mit dem WEV zur Wiener Eissportgemeinschaft spielte er für diese und gewann 1940 erneut den deutschen Meistertitel. 
1939 erhielt Tschammler, der Chemie studiert hatte, von der Universität Wien die Doktortitel der Philosophie. Bis 1939 hatte er etwa 200 Meisterschafts- und Länderspiele absolviert und etwa 100 Tore erzielt.
Ab 1946/47 spielte er erneut für den EK Engelmann Wien.